# 丹生川 (山形県)

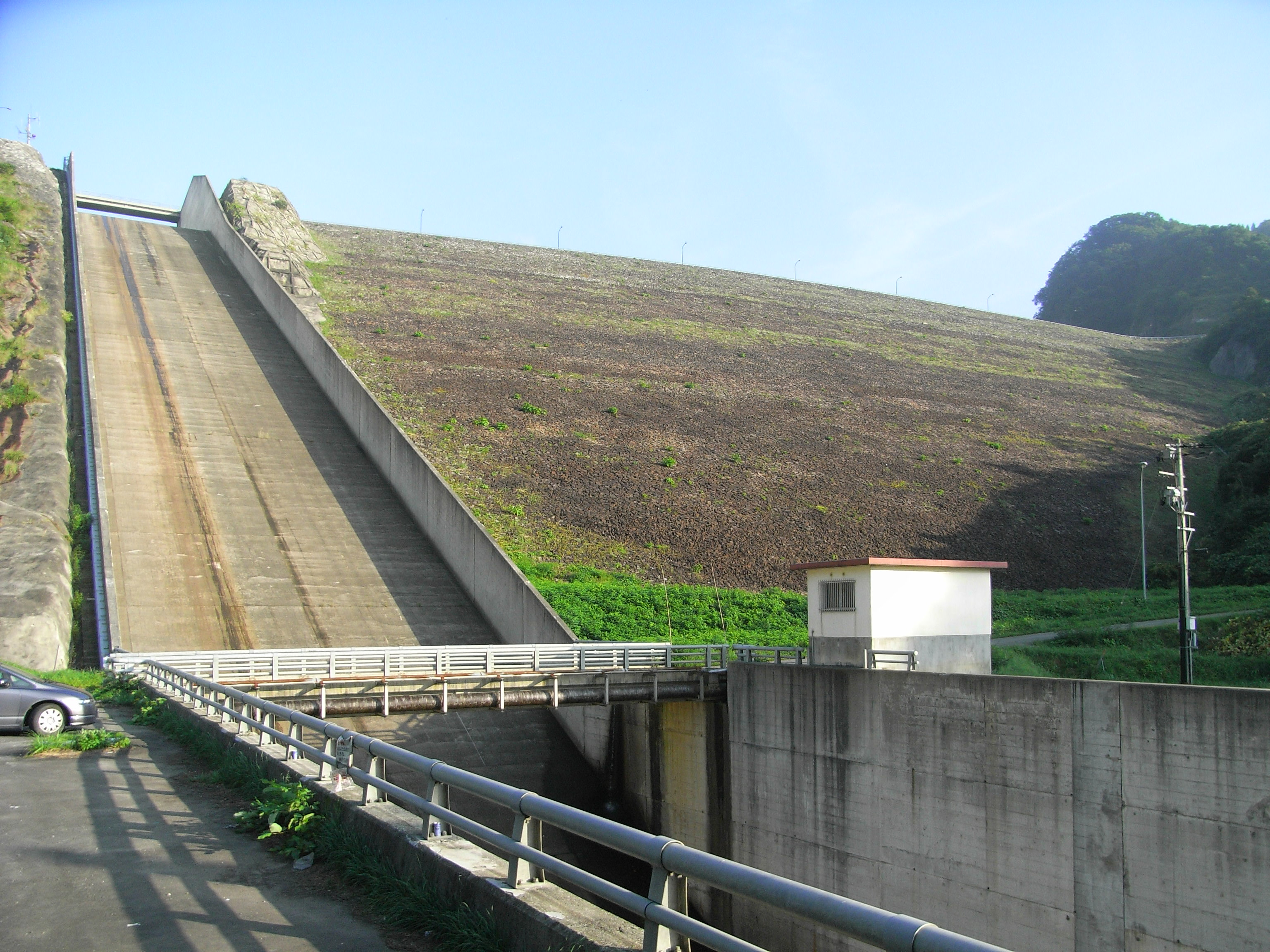
新鶴子ダム（平成湖）

丹生川（にゅうがわ）は、山形県を流れる河川で、一級河川最上川の一次支川。

## 地理
尾花沢盆地を流れる河川としては最大の河川である。宮城県に跨る船形山を水源とし、尾花沢市の南東部を北上し、途中で流れを西に変える。隣の大石田町に入り最上川と合流する。
川の名称は「丹（赤い色）が生じる川」に由来している。

## 流域の自治体
山形県
尾花沢市、北村山郡大石田町

## 水系
- 最上川

- 丹生川

- 徳良湖
- 赤井川
- 銀山川
- 新鶴子ダム（平成湖）

## 橋梁
※上流より記載
- 紅内橋
- 横石橋
- 滝の橋
- 下柳渡戸橋
- 粟生橋
- 母袋橋
- 鶴巻田橋
- 行沢橋
- 萱刈畑橋
- 西正厳橋
- 和合橋
- 丹生川橋
- 尾花沢橋
- 丹生川大橋
- すいか橋